# Arrondissement di Verviers
L'arrondissement di Verviers (in francese Arrondissement de Verviers, in olandese Arrondissement Verviers, in tedesco Arrondissement Verviers) è una suddivisione amministrativa belga, situata nella provincia di Liegi e nella regione della Vallonia.

## Composizione
L'arrondissement di Verviers raggruppa 29 comuni:
- Amel[1]
- Aubel
- Baelen
- Büllingen[1]
- Burg-Reuland[1]
- Bütgenbach[1]
- Dison
- Eupen[1]
- Herve
- Jalhay
- Kelmis[1]
- Lierneux
- Limburgo
- Lontzen[1]
- Malmedy
- Olne
- Pepinster
- Plombières
- Raeren[1]
- Sankt Vith[1]
- Spa
- Stavelot
- Stoumont
- Theux
- Thimister-Clermont
- Trois-Ponts
- Verviers
- Waimes
- Welkenraedt

## Società

### Evoluzione demografica
Abitanti censiti
- Fonte dati INS - fino al 1970: 31 dicembre; dal 1980: 1º gennaio